# CSKA Pamir Duxambé
CSKA Pamir Duxambé é um clube de futebol do Tajiquistão, sediado em Duxambé. Disputa atualmente a primeira divisão do Campeonato nacional.
Fundado em 1950 e atualmente ligado ao Ministério da Defesa do Tajiquistão, foi o primeiro (e também o único) clube do país a disputar a primeira divisão do Campeonato Soviético, tendo disputado as 3 últimas edições da competição - na sua primeira participação, em 1989, escapou do rebaixamento ficando apenas um ponto à frente de Shakhtar Donetsk e Lokomotiv Moscou. Seu melhor desempenho foi em 1990 e 1991, quando terminou em décimo lugar.
Com a independência do Tajiquistão ainda em 1991, o clube passou a disputar a primeira divisão nacional, tendo vencido a primeira edição, realizada no ano seguinte (foi campeão também em 1995). Conquistou ainda uma edição da Copa do Tajiquistão, em 1992.
Utiliza o CSKA Stadium, que possui capacidade para 7.000 lugares, para mandar seus jogos. As cores do clube são vermelho e preto.

## Títulos
- Campeonato Soviético da Segunda Divisão: 1 (1988)
- Campeonato Tajique: 2 (1992 e 1995)
- Copa do Tajiquistão: 1 (1992)

## Treinadores
- Nikolay Potapov (1964)
- Andrei Zazroyev (1964–66)
- Vladimir Alyakrinskii (1967–68)
- Ivan Vasilevich (1968–69)
- Ahmad Alaskarov (1972)
- Ishtvan Sekech (1973–78)
- Vladimir Gulyamhaydarov (1982–83)
- Yuri Semin (1983–85)
- Sharif Nazarov (1986–88 e 1992–??)
- Damir Kamaletdinov (1998–05)
- Makhmadjon Khabibulloev (2012–2016)
- Rahmatullo Fuzailov (2016)[1]
- Tokhirjon Muminov (2016)[2]
- Rustam Khojayev (2019)[3]
- Sergey Zhitsky (2019-)

## Futebolistas famosos
| Tajiquistão - Alier Ashurmamadov - Arsen Avakov - Yuri Baturenko - Igor Cherevchenko - Khakim Fuzailov - Rahmatullo Fuzailov - Shuhrat Mamajonov - Andrei Manannikov - Vazgen Manasyan - Sergey Mandreko | - Mukhsin Mukhamadiev - Tokhirjon Muminov - Vasili Postnov - Valeriy Sarychev - Oleg Shirinbekov - Georgi Takhokhov - Anatoli Volovodenko - Oleksiy Cherednyk - Edgar Gess | Ex-repúblicas da URSS - Charyar Mukhadov - Azamat Abduraimov - Ravshan Bozorov - Rustam Zabirov África - Wisdom Mumba Chansa - Derby Makinka - Pearson Mwanza |